# Большие Учалы
Больши́е Учалы́ (баш. Оло Учалы) — озеро в Учалинском районе республики Башкортостан. Расположено на территории Учалинского сельсовета, к северу от районного центра — города Учалы, и к югу от села Учалы. Соединено протоками с расположенным к западу озером Карагайлы, относится к бассейну реки Урал. Протяжённость озера с юга на север составляет около трёх километров, площадь его поверхности — приблизительно 3,06 км². Максимальная глубина озера составляет 6 метров. Высота над уровнем моря — 511 м.

## Топонимика
Учёный и путешественник Иван Лепёхин в своих путевых заметках назвал озеро «Ашулы», сопроводив переводом — «сердитое». В башкирском языке есть слово «асыулы» — «гневный», но, вероятнее, русское название озера произошло от татарского «ачулы» с тем же значением.

## Геология
Имеет тектоническое (по другой версии — карстово-суффозионное) происхождение. Рельеф озера неровный, в восточной его части проходит жёлоб. Дно покрыто илом и отложениями сапропеля.

## Экология
Донные отложения озера обладают аномальным химическим составом, что обусловлено деятельностью близлежащего Учалинского горно-обогатительного комбината: массовыми взрывами на карьере в 1970—1980-х годах и выпадениями сульфидной пыли вследствие работы обогатительной фабрики. Концентрации тяжёлых металлов в отложениях, образовавшихся за последние полвека, составляют 300 миллиграмм на килограмм для меди, 1000-6000 — для цинка, 70 — для свинца и 4 — для кадмия (фоновые их концентрации в озёрах Урала составляют 48, 79, 21 и 0,37 мг/кг соответственно). В поровых водах донных отложений повышена концентрация сульфат-иона {\displaystyle SO_{4}^{2-}}, доходящая до 2825 мг/л, что значительно превышает ПДК для питьевых вод.

## Биология
Из рыб в озере водятся щука, сом, лещ, сазан, судак, язь, карась, пескарь и чебак. Из планктона здесь и в соседнем озере Карагайлы отмечена эвгленовая водоросль Phacus caudatus.